# Paweł Korzeniowski
Paweł Korzeniowski (Oświęcim, 9 luglio 1985) è un nuotatore polacco.

## Biografia
Specializzato nella farfalla, ha partecipato alle Olimpiadi di Atene 2004, giungendo quarto nei 200 m farfalla. Nel 2005 è diventato per la prima volta campione mondiale sempre in questa specialità. Vanta anche sei ori a livello europeo (tre in vasca lunga e altrettanti in vasca corta).

## Palmarès
- Mondiali

Montreal 2005: oro nei 200m farfalla.
Roma 2009: argento nei 200m farfalla.
Barcellona 2013: argento nei 200m farfalla.
- Mondiali in vasca corta

Manchester 2008: bronzo nei 200m farfalla.
Doha 2014: bronzo nei 200m farfalla.
- Europei

Budapest 2006: oro nei 200m farfalla.
Eindhoven 2008: oro nei 200m farfalla.
Budapest 2010: oro nei 200m farfalla.
Berlino 2014: bronzo nei 200m farfalla.
Belgrado 2024: argento nella 4x100m sl.
- Europei in vasca corta

Dublino 2003: bronzo nei 200m farfalla.
Vienna 2004: argento nei 200m farfalla, bronzo nei 200m sl e nei 400m sl.
Trieste 2005: oro nei 200m farfalla, argento nei 400m sl.
Helsinki 2006: oro nei 200m farfalla, bronzo nei 200m sl e nei 400m sl.
Debrecen 2007: oro nei 400m sl, argento nei 200m farfalla, bronzo nei 200m sl.
Istanbul 2009: argento nei 200m farfalla.
Stettino 2011: bronzo nei 400m sl.
Herning 2013: argento nei 200m farfalla.
- Universiadi

Smirne 2005: oro nei 200m farfalla.
Belgrado 2009: oro nei 200m farfalla.
Shenzen 2011: bronzo nei 100m farfalla.
Kazan 2013: oro nei 100m farfalla, bronzo nei 200m sl.
- Europei giovanili

Linz 2002: argento nei 1500m sl.
Glasgow 2003: oro nei 200m farfalla, bronzo nei 400m misti.